# Braniștea, Bistrița-Năsăud
Branistea là một xã thuộc hạt Bistrița-Năsăud, România. Dân số thời điểm năm 2002 là 3395 người.